# Амброс, Владимир
Владимир Амброс (чеш. Vladimír Ambros; 18 сентября 1890, Простеёв, ныне Чехия — 12 мая 1956, там же) — чешский композитор, дирижер и музыкальный педагог.

## Биография
Учился у своего отца Эзекиеля Амброса, ученика Леоша Яначека и руководителя городской музыкальной школы, затем в 1908—1910 годах в органной школе в Брно у самого Яначека, с которым надолго сохранил творческую связь (в том числе исполняя отдельные произведения своего наставника как пианист). С 1911 г. изучал композицию в Консерватории Хоха во Франкфурте-на-Майне у Ивана Кнорра. Женившись на англичанке, уехал в Лондон и в 1914—1921 гг. работал оперным дирижёром, в том числе корепетитором в опере Ковент-Гарден. В 1921 г. вернулся в Простеёв, преподавал, руководил хоровым коллективами, в 1927—1938 годах был директором музыкальной школы в Братиславе.

## Творческая деятельность
Написал четыре оперы, три симфонии, несколько оркестровых сюит, ряд камерных и вокальных произведений. В наследии Владимира Амброза важное место занимает опера «Украденное счастье» (1924), созданная по одноимённой драме Ивана Франко; премьера состоялась 19 февраля 1925 года в Национальном театре в Брно (вместе с балетом на музыку сюиты Яначека «Лашские танцы», дирижировал Бржетислав Бакала).